# Dohňany
Dohňany (in ungherese Donány) è un comune della Slovacchia facente parte del distretto di Púchov, nella regione di Trenčín.